# 魔法少女まどか☆マギカ Ultimate Best
『魔法少女まどか☆マギカ Ultimate Best』（まほうしょうじょまどか☆マギカ アルティメットベスト）は、2017年8月9日にアニプレックスから発売されたベスト・アルバムCD。

## 概要
2011年に放送されたテレビアニメおよび2012年・2013年に公開されたアニメ映画『魔法少女まどか☆マギカ』で用いられた主題歌を始めとする代表曲を収録したベスト・アルバムで、2017年12月31日までの期間生産限定盤として発売される。
ClariSおよびKalafinaによる主題歌を始め、ボーカル付きの劇伴曲や映像ソフト収録時にエンディングテーマとして用いられたキャラクターソング、遊技機（パチンコ・パチスロ）の特殊演出時の挿入歌として用いられたキャラクターソングなど全18曲を収録している。
また、DVDを同梱し、オープニング・エンディングのノンクレジットムービーや『マギアレコード 魔法少女まどか☆マギカ外伝』のスペシャルムービーも収録される。
ジャケットイラストは『劇場版 魔法少女まどか☆マギカ[新編]叛逆の物語』のキャラクターデザインを担当した谷口淳一郎の描き下ろしによるアルティメットまどかが描かれている。
2017年11月3日には、この日がレコードの日ということから、アナログレコード（12インチLP盤）2枚組として発売されている（CD版付属のDVDは未同梱）。DISC1のA面にトラック1〜5、B面にトラック6〜9、DISC2のA面にトラック10〜13、B面にトラック14〜18が収録される。

## チャート成績
2017年8月8日付のオリコンデイリーランキングでは4位にランクイン。翌日の2017年8月9日付で約2600枚を売り上げ3位にランクイン、さらに翌日の8月10日付では2位にランクアップした。2017年8月21日付のオリコン週間シングルランキングで約1万4000枚を売り上げて4位にランクイン。同アニメ週間チャートにおいても前作の初登場2位を上回り、初の初登場1位を獲得した。また、翌週の8月28日付も1位をキープし、初のアニメ週間チャート2週連続1位獲得となった。

## 収録曲
| #   | タイトル                                                                                       | 作詞     | 作曲     | 編曲           | 歌手                                          | 時間 |
| --- | ---------------------------------------------------------------------------------------------- | -------- | -------- | -------------- | --------------------------------------------- | ---- |
| 1.  | 「コネクト」(TVアニメ『魔法少女まどか☆マギカ』オープニングテーマ)                              | 渡辺翔   | 渡辺翔   | 湯浅篤         | ClariS                                        | 4:30 |
| 2.  | 「また あした」(TVアニメ『魔法少女まどか☆マギカ』パッケージ版第1話/第2話EDテーマ)              | hanawaya | hanawaya | 流歌、田口智則 | 鹿目まどか（悠木碧）                          | 4:24 |
| 3.  | 「Credens justitiam」(TVアニメ『魔法少女まどか☆マギカ』BGM)                                    | 梶浦由記 | 梶浦由記 | 梶浦由記       |                                               | 1:56 |
| 4.  | 「Sis puella magica!」(TVアニメ『魔法少女まどか☆マギカ』BGM)                                   | 梶浦由記 | 梶浦由記 | 梶浦由記       |                                               | 2:49 |
| 5.  | 「and I'm home」(TVアニメ『魔法少女まどか☆マギカ』パッケージ版第9話EDテーマ)                   | wowaka   | wowaka   | wowaka とく    | 美樹さやか（喜多村英梨） 佐倉杏子（野中藍）   | 2:49 |
| 6.  | 「Magia」(TVアニメ『魔法少女まどか☆マギカ』エンディングテーマ)                                 | 梶浦由記 | 梶浦由記 | 梶浦由記       | Kalafina                                      | 5:13 |
| 7.  | 「ルミナス」(アニメ映画『劇場版 魔法少女まどか☆マギカ [前編] 始まりの物語』主題歌)             | 渡辺翔   | 渡辺翔   | 湯浅篤         | ClariS                                        | 4:10 |
| 8.  | 「she is a witch」(アニメ映画『劇場版 魔法少女まどか☆マギカ [前編] 始まりの物語』BGM)          | 梶浦由記 | 梶浦由記 | 梶浦由記       |                                               | 1:41 |
| 9.  | 「ひかりふる」(アニメ映画『劇場版 魔法少女まどか☆マギカ [後編] 永遠の物語』主題歌)             | 梶浦由記 | 梶浦由記 | 梶浦由記       | Kalafina                                      | 4:54 |
| 10. | 「naturally」(パチスロ『SLOT魔法少女まどか☆マギカ2』挿入歌)                                    | 渡辺翔   | 渡辺翔   | 前口渉         | 鹿目まどか（悠木碧） 美樹さやか（喜多村英梨） | 4:28 |
| 11. | 「あこがれ咲いた」(パチンコ『ぱちんこ魔法少女まどか☆マギカ』挿入歌)                            | 渡辺翔   | 渡辺翔   | 増田武史       | 鹿目まどか（悠木碧）                          | 3:51 |
| 12. | 「Mebius Ash」(パチンコ『ぱちんこ魔法少女まどか☆マギカ』挿入歌)                                | 渡辺翔   | 渡辺翔   | 前口渉         | 暁美ほむら（斎藤千和）                        | 4:03 |
| 13. | 「ユメおと」(パチンコ『ぱちんこ魔法少女まどか☆マギカ』挿入歌)                                  | 渡辺翔   | 渡辺翔   | 増田武史       | 鹿目まどか（悠木碧） 暁美ほむら（斎藤千和）   | 3:56 |
| 14. | 「Stairs」(パチスロ『SLOT魔法少女まどか☆マギカA』挿入歌)                                       | 渡辺翔   | 渡辺翔   | 前口渉         | 巴マミ（水橋かおり） 佐倉杏子（野中藍）       | 3:51 |
| 15. | 「まだダメよ」(アニメ映画『劇場版 魔法少女まどか☆マギカ [新編] 叛逆の物語』挿入歌)             | 泥犬     | 梶浦由記 | 梶浦由記       | ASUKA                                         | 0:57 |
| 16. | 「Noi!」(アニメ映画『劇場版 魔法少女まどか☆マギカ [新編] 叛逆の物語』BGM)                      | 泥犬     | 梶浦由記 | 梶浦由記       |                                               | 1:00 |
| 17. | 「カラフル」(アニメ映画『劇場版 魔法少女まどか☆マギカ [新編] 叛逆の物語』オープニングテーマ)   | 渡辺翔   | 渡辺翔   | 湯浅篤         | ClariS                                        | 4:33 |
| 18. | 「君の銀の庭」(アニメ映画『劇場版 魔法少女まどか☆マギカ [新編] 叛逆の物語』エンディングテーマ) | 梶浦由記 | 梶浦由記 | 梶浦由記       | Kalafina                                      | 5:06 |

Disc2
ノンクレジットOP＆ED
『マギアレコード 魔法少女まどか☆マギカ外伝』スペシャルムービー